# 上迪巴赫
上迪巴赫是德国莱茵兰-普法尔茨州的一个市镇。总面积8.37平方公里，总人口852人，其中男性426人，女性426人（2011年12月31日），人口密度102人/平方公里。